# 이신범
이신범(李信範, 1950년 3월 10일 ~ )은 대한민국의 정치인이다. 제15대 국회의원을 지냈다. 본관은 함평.

## 생애
1980년에 서울대생 내란음모사건에 연루되어 옥고를 치렀다.
1987년 통일민주당 분당 사태 때 김영삼-김대중 양 김씨의 후보 단일화를 주장하며 통일민주당에 잔류해 정책실장, 북방정책위 의장등을 지낸 뒤 1996년 15대 총선에서 신한국당 후보로 국회의원에 당선된다. 국회 활동을 하면서 김대중의 셋째 아들인 김홍걸의 미국 로스앤젤레스 호화 주택 거주와 호화 생활, 국가정보원의 광범위한 도청 문제를 제기하였다.
2000년대 들어 이신범이 제기한 김홍걸의 호화 생활은 검찰 수사 결과 권력형 비리인 것으로 드러났다. 이신범 의원이 주장했던 국정원의 도청 사실 또한 사실로 밝혀져 전직 국정원장 2명이 처벌을 받았다.
2000년의 16대 총선에서 새천년민주당의 김성호에게 패해 낙선하였다. 이 후 한나라당을 탈당 2006년 국민중심당 발기인으로 참여하였으며, 2007년 대한민국 17대 대통령선거를 앞두고 이명박 지지선언 및 한나라당 복당 신청을 하였다.
2018년 12월, 서울대생 내란음모사건이 재심에서 47년만에 무죄로 판결되었다.

## 역대 선거 결과
|  | 12.25% |

|  | 37.87% |

|  | 41.42% |